# Michael Mantels
Michael Mantels (* 1683 in Salzhemmendorf; † 1747 in Hannover) war ein hannoverscher Gymnasiallehrer.

## Leben
Michael Mantels wurde im Jahr 1711 in der Residenzstadt Hannover Lehrer der dritten Klasse im Kollegium der dortigen Altstädter Schule und 1716 Sub-Konrektor der Schule. Er starb im Jahr 1747.

## Schriften
- Britannia Mutuum magno cum foenore repetens, Cum Serenissimus & Potentissimus Princeps ac Dominus Georgius Ludovicus, Dux Brunsv. ac Luneburgensis. S.R.I. Archithesaurarius & Elector, Dominus ac Pater Patriæ Clementissimus, Rex Magnæ Britanniæ d. 12. Aug. Anno MDCCXIV. Jure Hæreditario Rerum potiretur, submississima Gratulatione ac perennaturae Regiæ Felicitatis apprecatione interpretari voluit, debuit, Sacræ Regiæ Majestatis Ejus subjectissimus Servus Michael Mantels, Sch. Hann. Collega. Typis Holweinii, Hannoveræ 1714, Digitalisat der Gottfried Wilhelm Leibniz Bibliothek – Niedersächsische Landesbibliothek.
- Cum Serenissimi & Potentissimi Principis ac Domini Georgii Imi. Magnæ Britanniæ Regis, Defensor Fidei, Dvcis Brvnsv. & Lvneb. S.R.I. Archithes. & Elect. Auspicatissimo ex Anglia in Terras Brunsv. Reditu In Vitam qvasi Rediens Trifolivm Hannoveranvm Sacræ Regiæ Majestati qvam humillime gratulabandum sistist devotissimus civis Michael Mantels, Scholæ Hannov. Sub-Con-Rector. Hannoveræ 1716.
- Beatissimis Manibus Viri Nobilissimi & Amplissimi Domini Johannis Erici Schilden, Regiæ Maj. Britann. Electoralis Cameræ Præfecti Supremi, Avum Anno ætatis post Climatericum Magnum Primo inopina ... decederet, & Exanime Corpus D. VII. Junii MDCCXVII. Typis Holvveinianis, Hannoveræ  1717.
- Die gegen Osten Untergehende und In Westen wieder Auffgehende Sonne wolte/Als der Weyland ... Herr Georg der Erste, König von Groß-Britannien, Franckreich und Irrland ... Hertzog zu Braunschw. und Lüneb. ... Auf der Reise nach Dero Teutschen Provintzen den 22. Jun. 1727. ... einen unvermutheten, doch höchstseeligen Abschied aus dieser Welt nahm, und darauf Der ... Herr Georg der Ander, König von Groß-Britannien, Franckreich und Irrland ... Die Glorwürdigste Regierung antratt, aus allerunterthänigster Pflicht und Schuldigkeit vorstellen M. Mantels, der Hannöverschen Alten Stadt-Schule S.C. Rector. Holweinische Buchdruckerey, Hannover 1727.